# Mollia crispata
Mollia crispata là một loài rêu trong họ Pottiaceae. Loài này được (Nees & Hornsch.) Braithw. mô tả khoa học đầu tiên năm 1885.